# Малый Сабск
Малый Сабск — деревня в Сабском сельском поселении Волосовского района Ленинградской области.

## История

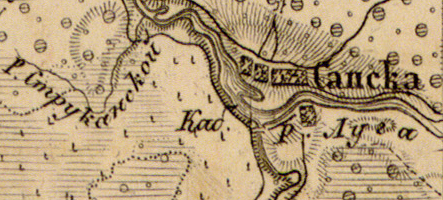
Деревня Сабск на карте 1863 года

Согласно карте из «Исторического атласа Санкт-Петербургской Губернии» в 1863 году деревня Малый Сабск представляла собой безымянную левобережную часть деревни Сабска — современной деревни Большой Сабск.
В конце XIX — начале XX века деревня административно относилась к Редкинской волости 1-го стана Ямбургского уезда Санкт-Петербургской губернии.
В 1917 году деревня Малый Сабск входила в состав Осьминской волости Гдовского уезда.
С 1917 по 1924 год деревня Малый Сабск входила в состав Мало-Сабского сельсовета Редкинской волости Кингисеппского уезда.
С 1924 года в составе Сабского сельсовета.
Согласно данным переписи населения СССР 1926 года в деревне Сабск Малый проживали 154 человека, все русские.
С февраля 1927 года в составе Молосковицкой волости. С августа 1927 года в составе Осьминского района.
В 1928 году население деревни Малый Сабск составляло 157 человек.
По данным 1933 года деревня Малый Сабск входила в состав Сабского сельсовета Осьминского района.

Деревня Малый Сабск на карте 1940 года

Согласно топографической карте РККА 1940 года деревня насчитывала 21 двор. В деревне находился лесопильный завод.
C 1 августа 1941 года по 31 декабря 1943 года деревня находилась в оккупации.
С 1961 года деревня Малый Сабск находилась в составе Волосовского района.
С 1963 года в составе Кингисеппского района.
С 1965 года вновь в составе Волосовского района. В 1965 году население деревни Малый Сабск составляло 36 человек.
По данным 1966, 1973 и 1990 годов деревня Малый Сабск также входила в состав Сабского сельсовета Волосовского района.
В 1997 году в деревне Малый Сабск проживали 5 человек, деревня относилась к Сабской волости, в 2002 году — 11 человек (все русские), в 2007 году — 8, в 2010 году — 48 человек.

## География
Деревня расположена в юго-западной части района к востоку от автодороги 41А-186 (Толмачёво — автодорога «Нарва»).
Расстояние до административного центра поселения — 3 км.
Расстояние до ближайшей железнодорожной станции Молосковицы — 43 км.
Деревня находится на левом берегу реки Луга, при впадении в неё реки Саба.

## Демография
| 1862 | 1997 | 2002 | 2007 | 2010 | 2014 | 2017 |
| ---- | ---- | ---- | ---- | ---- | ---- | ---- |
| 97   | ↘5   | ↗11  | ↘8   | ↗48  | ↘15  | ↗18  |

### Национальный состав
Согласно данным Всероссийской переписи населения 2021 года в деревне проживали 37 человек, из них:
 русские — 35, таджики — 1, один человек национальность не указал.

## Улицы
Заручейный тупик, Лесная, Полевая, Прибрежная, Речная, Центральная.